# Nortonia soror
Nortonia soror är en stekelart som beskrevs av Kohl. Nortonia soror ingår i släktet Nortonia och familjen Eumenidae. Inga underarter finns listade i Catalogue of Life.